# Archidiocèse de Guayaquil
L'archidiocèse de Guayaquil (en latin : Archidioecesis Guayaquilensis ; en espagnol : Arquidiócesis de Guayaquil) est un archidiocèse métropolitain de l'Église catholique en Équateur.

## Territoire
L'archidiocèse s'étend sur le canton de Guayaquil dans la province du Guayas, l'autre fraction de cette province étant gérée par les diocèses de Daule, San Jacinto et Santa Elena qui sont également suffragants de Guayaquil tout comme le diocèse de Babahoyo.
Son territoire a une superficie de 2 292 km2 divisé en 164 paroisses. L'archevêché est à Guayaquil avec la cathédrale saint Pierre (es). Dans la même ville se trouvent les sanctuaires de la Miséricorde-Divine et
de Notre-Dame de la Alboradaainsi que la basilique de Notre-Dame de La Merci (es).

## Histoire
Le diocèse est érigé le 29 janvier 1838 par la bulle In supremo beati du pape Grégoire XVI en prenant sur le territoire du diocèse de Cuenca (aujourd'hui archidiocèse de Cuenca). Lors de sa création, il est nommé suffragant de l'archidiocèse de Lima.
Il intègre la province ecclésiastique de Quito le 13 janvier 1848 lorsque le diocèse de Quito est élevé au rang d'archidiocèse métropolitain par la bulle Nos semper Romanis Pontificibus du pape Pie IX.
Le 23 mars 1870, il cède une partie de son territoire pour l'érection du diocèse de Portoviejo (aujourd'hui archidiocèse de Portoviejo).
Il cède une portion de territoire le 15 juillet 1948 pour l'établissement du vicariat apostolique de Los Ríos (aujourd'hui diocèse de Babahoyo). Il donne une autre partie de territoire le 6 mai 1950 pour la création de la préfecture apostolique des Galápagos (aujourd'hui vicariat apostolique des Galápagos)et cède encore du territoire le 26 juillet 1954 pour l'établissement de la prélature territoriale d'El Oro (aujourd'hui diocèse de Machala).
Guayaquil est élevé au rang d'archidiocèse métropolitain le 22 janvier 1956 par la bulle Cum in Aequatoriana Republica du pape Pie XIIavec la prélature territoriale de Los Ríos et le diocèse de Portoviejo comme suffragants.
Par la lettre apostolique Quantopere Maria du 3 janvier 1970, le pape Paul VI décrète que Notre-Dame de la Merci est la patronne principale de l'archidiocèse.
Guayaquil donne une partie de son territoire le 4 novembre 2009 pour l'érection du diocèse de San Jacinto puis de nouveau le 2 février 2022 pour l'établissement des diocèses de Daule et de Santa Elena. Ils sont tout trois nommés suffragants de Guayaquil dès leur création,.

## Évêques et archevêques
- Francisco Xavier de Garaycoa (1838-1851) nommé archevêque de Quito
  - Sede vacante (1851-1861)
- José Tomás Aguirre y Anzoategui (1861-1868)
- José María Lizarzaburo y Borja, S.J (1869-1877)
  - Sede vacante (1877-1884)
- Roberto María Pozo y Martín, S.J (1884-1909)
- Juan María Riera, O.P (1912-1915)
- Andrés Machado, S.J (1916-1926)
- Carlos María Javier de la Torre (1926-1933) nommé archevêque de Quito
  - Sede vacante (1933-1937)
- José Felix Heredia Zurita, S.J (1937-1954)
- César Antonio Mosquera Corral (1954-1969)
- Bernardino Echeverría Ruiz, O.F.M (1969-1989)
- Juan Ignacio Larrea Holguín (1989-2003)
- Antonio Arregui Yarza (2003-2015)
- Luis Gerardo Cabrera Herrera, O.F.M (2015-  )